# La Lande-Patry
La Lande-Patry és un municipi francès situat al departament de l'Orne i a la regió de Normandia. L'any 2007 tenia 1.779 habitants.

## Demografia

### Població
El 2007 la població de fet de La Lande-Patry era de 1.779 persones. Hi havia 740 famílies de les quals 180 eren unipersonals (68 homes vivint sols i 112 dones vivint soles), 288 parelles sense fills, 240 parelles amb fills i 32 famílies monoparentals amb fills.
La població ha evolucionat segons el següent gràfic:
Habitants censats

### Habitatges
El 2007 hi havia 804 habitatges, 746 eren l'habitatge principal de la família, 10 eren segones residències i 49 estaven desocupats. 792 eren cases i 10 eren apartaments. Dels 746 habitatges principals, 618 estaven ocupats pels seus propietaris, 122 estaven llogats i ocupats pels llogaters i 6 estaven cedits a títol gratuït; 3 tenien una cambra, 32 en tenien dues, 126 en tenien tres, 287 en tenien quatre i 299 en tenien cinc o més. 602 habitatges disposaven pel capbaix d'una plaça de pàrquing. A 337 habitatges hi havia un automòbil i a 361 n'hi havia dos o més.

### Piràmide de població
La piràmide de població per edats i sexe el 2009 era:
| Homes | Edats   | Dones |
| ----- | ------- | ----- |
| 0     | 95 o +  | 0     |
| 8     | 90 a 94 | 8     |
| 8     | 85 a 89 | 28    |
| 0     | 80 a 84 | 8     |
| 16    | 75 a 79 | 36    |
| 40    | 70 a 74 | 52    |
| 76    | 65 a 69 | 24    |
| 64    | 60 a 64 | 72    |
| 40    | 55 a 59 | 48    |
| 100   | 50 a 54 | 92    |
| 48    | 45 a 49 | 60    |
| 68    | 40 a 44 | 76    |
| 56    | 35 a 39 | 76    |
| 76    | 30 a 34 | 36    |
| 24    | 25 a 29 | 44    |
| 52    | 20 a 24 | 12    |
| 76    | 15 a 19 | 44    |
| 72    | 10 a 14 | 56    |
| 44    | 5 a 9   | 52    |
| 68    | 0 a 4   | 36    |

## Economia
El 2007 la població en edat de treballar era de 1.078 persones, 757 eren actives i 321 eren inactives. De les 757 persones actives 702 estaven ocupades (361 homes i 341 dones) i 56 estaven aturades (26 homes i 30 dones). De les 321 persones inactives 175 estaven jubilades, 84 estaven estudiant i 62 estaven classificades com a «altres inactius».

### Ingressos
El 2009 a La Lande-Patry hi havia 751 unitats fiscals que integraven 1.828 persones, la mediana anual d'ingressos fiscals per persona era de 17.717 €.

### Activitats econòmiques
Dels 70 establiments que hi havia el 2007, 1 era d'una empresa extractiva, 1 d'una empresa alimentària, 1 d'una empresa de fabricació de material elèctric, 5 d'empreses de fabricació d'altres productes industrials, 16 d'empreses de construcció, 12 d'empreses de comerç i reparació d'automòbils, 1 d'una empresa de transport, 2 d'empreses d'hostatgeria i restauració, 4 d'empreses financeres, 2 d'empreses immobiliàries, 16 d'empreses de serveis, 1 d'una entitat de l'administració pública i 8 d'empreses classificades com a «altres activitats de serveis».
Dels 24 establiments de servei als particulars que hi havia el 2009, 3 eren funeràries, 5 tallers de reparació d'automòbils i de material agrícola, 2 paletes, 6 fusteries, 5 lampisteries, 1 perruqueria, 1 restaurant i 1 saló de bellesa.
Dels 4 establiments comercials que hi havia el 2009, 1 era una botiga de menys de 120 m², 2 drogueries i 1 una joieria.
L'any 2000 a La Lande-Patry hi havia 17 explotacions agrícoles que ocupaven un total de 315 hectàrees.

## Equipaments sanitaris i escolars
El 2009 hi havia una escola elemental.

## Poblacions més properes
El següent diagrama mostra les poblacions més properes.